# Corrie de Bruin
Corrie de Bruin (* 26. Oktober 1976 in Dordrecht) ist eine ehemalige niederländische Leichtathletin, die im Kugelstoßen sowie im Diskuswurf an den Start ging. Ihr älterer Bruder Erik de Bruin war ebenfalls als Leichtathlet aktiv.

## Sportliche Laufbahn
Erste internationale Erfahrungen sammelte Corrie de Bruin im Jahr 1991, als sie bei den Junioreneuropameisterschaften in Thessaloniki mit 13,38 m den zwölften Platz im Kugelstoßen belegte und im Diskuswurf mit 42,92 m den Finaleinzug verpasste. 1993 siegte sie mit der leichteren 3-kg-Kugel mit 19,12 m bei den Europäischen Olympischen Jugendtagen in Valkenswaard, ehe sie bei den Junioreneuropameisterschaften in Donostia / San Sebastián mit 16,76 m die Bronzemedaille gewann. Zudem siegte sie dort mit dem Diskus mit 55,30 m. Im Jahr darauf belegte sie bei den Juniorenweltmeisterschaften in Lissabon mit 16,79 m den vierten Platz im Kugelstoßen und siegte im Diskusbewerb mit 55,18 m. Anschließend verpasste sie bei den Europameisterschaften in Helsinki in beiden Bewerben mit 16,66 m und 54,76 m den Finaleinzug. 1995 wurde sie bei den Hallenweltmeisterschaften in Barcelona mit 16,90 m Zehnte im Kugelstoßen und im Juli siegte sie bei den Junioreneuropameisterschaften in Nyíregyháza mit 17,76 m im Kugelstoßen und verteidigte im Diskusbewerb mit 57,46 m ihren Titel. Anschließend schied sie bei den Weltmeisterschaften in Göteborg mit 58,14 m und 17,01 m in beiden Bewerben in der Vorrunde aus, ehe sie bei der Sommer-Universiade in Fukuoka mit 59,12 m den vierten Platz im Diskuswurf belegte und im Kugelstoßen mit 17,82 m die Bronzemedaille hinter den Chinesinnen Wu Xianchun und Cheng Xiaoyan. Im Jahr darauf nahm sie an den Olympischen Sommerspielen in Atlanta teil und schied dort mit 55,48 m in der Qualifikationsrunde im Diskuswurf aus und verzichtete daraufhin auf einen Start im Kugelstoßen.
1997 belegte sie bei den Hallenweltmeisterschaften in Paris mit 17,70 m den vierten Platz im Kugelstoßen und im Juli siegte sie mit 56,54 m bei den erstmals ausgetragenen U23-Europameisterschaften in Turku im Diskuswurf. Zudem gewann sie dort mit 18,06 m die Silbermedaille hinter der Deutschen Nadine Kleinert. Anschließend gewann sie bei den Studentenweltspielen in Catania mit 18,65 m die Silbermedaille hinter der Russin Irina Korschanenko. Im Jahr darauf gewann sie bei den Halleneuropameisterschaften in Valencia mit 18,97 m die Bronzemedaille im Kugelstoßen hinter der Russin Irina Korschanenko und Wita Pawlysch aus der Ukraine. Im Sommer belegte sie bei den Europameisterschaften in Budapest mit 18,28 m den siebten Platz. Auf nationaler Ebene bestritt sie bis 2002 Wettkämpfe, ehe sie ihre aktive sportliche Karriere im Alter von 26 Jahren beendete.
In den Jahren von 1994 bis 1996 wurde de Bruin niederländische Meisterin im Kugelstoßen im Freien sowie von 1994 bis 1999 in der Halle. Zudem wurde sie 1995 und 1998 Landesmeisterin im Diskuswurf.

## Persönliche Bestleistungen
- Kugelstoßen: 18,97 m, 28. Februar 1998 in Valencia
- Diskuswurf: 63,88 m, 11. Juli 1998 in Groningen